# Eifelosaurus triadicus
Eifelosaurus triadicus è un rettile estinto, appartenente ai rincosauri. Visse nel Triassico medio (Anisico, circa 247 - 245 milioni di anni fa) e i suoi resti fossili sono stati ritrovati in Germania.

## Descrizione
Tutto ciò che si conosce di questo animale è uno scheletro incompleto ma articolato, privo di cranio. In generale, il corpo di Eifelosaurus era piuttosto tozzo e gli arti erano relativamente robusti. Si suppone che in vita l'animale non raggiungesse il metro di lunghezza.
Eifelosaurus differisce dai rincosauri non rincosauridi (Noteosuchus, Mesosuchus e Howesia) e da Rhynchosaurus per la presenza di un femore proporzionalmente più robusto, con l'apice del quarto trocantere posizionato molto distalmente rispetto alla superficie articolare prossimale dell'osso. Eifelosaurus inoltre differisce da Stenaulorhynchus per la presenza di un processo posterolaterale della seconda costola sacrale proporzionalmente più lungo e più orientato lateralmente, mentre le differenze con Elorhynchus si riscontrano nell'assenza dell'espansione distale anteroposteriore della pleurapofisi della prima vertebra caudale. Al contrario di Hyperodapedon e forme affini, Eifelosaurus era dotato di una seconda costola sacrale biforcata, un processo posterolaterale affusolato di questa biforcazione, e un processo posterolaterale proporzionalmente più lungo.

## Classificazione
Eifelosaurus triadicus venne descritto per la prima volta da Otto Jaekel nel 1904, sulla base di un singolo esmeplare incompleto rinvenuto nella zona di Oberbettingen, nella regione sudoccidentale dell'Eifel, corrispondente all'odierna Renania-Palatinato in Germania. Il fossile era stato rinvenuto nel Buntsandstein superiore, corrispondente all'inizio del Triassico medio (Anisico inferiore). Nel 1929 Friedrich von Huene fu il primo a riscontrare somiglianze con i rincosauri, un gruppo di rettili triassici dai vistosi musi a becco. Per quasi un secolo, tuttavia, Eifelosaurus non venne più studiato; solo nel 2016 questo taxon venne menzionato in uno studio sui rincosauri arcaici (Ezcurra et al., 2016), per poi venire ridescritto compiutamente da Sues e colleghi nel 2022. Secondo un'analisi filogenetica presente in quest'ultimo studio, Eifelosaurus sarebbe un membro dei rincosauri, e in particolare della famiglia Rhynchosauridae, come sister taxon di un clado comprendente gli Stenaulorhynchinae (ad esempio Stenaulorhynchus) e gli Hyperodapedontinae (come Hyperodapedon).

## Paleobiogeografia
Eifelosaurus triadicus rappresenta una documentazione importante per la paleobiogeografia, in quanto dimostra che i rincosauri avevano già raggiunto un'ampia distribuzione paleolatitudinale all'inizio del Triassico medio.